# Dana Ivey
Dana Robins Ivey (Atlanta, 12 agosto 1941) è un'attrice statunitense.

## Biografia
Figlia dell'attrice Mary Nell Santacroce e del fisico Hugh Ivey, i genitori divorziarono quando lei aveva 14 anni.
Ha iniziato a recitare giovanissima prendendo parte a numerose tournée teatrali per poi stabilirsi a New York alla fine degli anni settanta.
Ha recitato in diverse commedie e drammi ma anche in numerosi musical, tra cui Sunday in the Park with George, per cui è stata nominata al Tony Award alla miglior attrice non protagonista in un musical.
Meno intensa la sua attività cinematografica, iniziata nel 1985, che la vede comparire in diversi film di successo sempre in ruoli secondari.

## Filmografia parziale

### Cinema
- Explorers, regia di Joe Dante (1985)
- Il colore viola (The Color Purple), regia di Steven Spielberg (1985)
- Heartburn - Affari di cuore (Heartburn), regia di Mike Nichols (1986)
- Un'altra donna (Another Woman), regia di Woody Allen (1988)
- Due figli di... (Dirty Rotten Scoundrels), regia di Frank Oz (1988)
- Cartoline dall'inferno (Postcards from the Edge), regia di Mike Nichols (1990)
- La famiglia Addams (The Addams Family), regia di Barry Sonnenfeld (1991)
- Mamma, ho riperso l'aereo: mi sono smarrito a New York (Home Alone 2: Lost in New York), regia di Chris Columbus (1992)
- Le avventure di Huck Finn (The Adventures of Huck Finn), regia di Stephen Sommers (1993)
- Per legittima accusa (Guilty as Sin), regia di Sidney Lumet (1993)
- La famiglia Addams 2 (Addams Family Values), regia di Barry Sonnenfeld (1993)
- Insonnia d'amore (Sleepless in Seattle), regia di Nora Ephron (1993)
- La lettera scarlatta (The Scarlet Letter), regia di Roland Joffé (1995)
- Sabrina, regia di Sydney Pollack (1995)
- Gli imbroglioni (The Impostors), regia di Stanley Tucci (1998)
- Simon Birch, regia di Mark Steven Johnson (1998)
- Mumford, regia di Lawrence Kasdan (1999)
- Faccia a faccia (The Kid), regia di Jon Turteltaub (2000)
- Orange County, regia di Jake Kasdan (2002)
- Two Weeks Notice - Due settimane per innamorarsi (Two Weeks Notice), regia di Marc Lawrence (2002)
- Una bionda in carriera (Legally Blonde 2: Red, White & Blonde), regia di Charles Herman-Wurmfeld (2003)
- A Very Serious Person, regia di Charles Busch (2006)
- Rush Hour 3 - Missione Parigi (Rush Hour 3), regia di Brett Ratner (2007)
- Ghost Town, regia di David Koepp (2008)
- Che fine hanno fatto i Morgan? (Did You Hear About the Morgans?), regia di Marc Lawrence (2009)
- The Help, regia di Tate Taylor (2011)
- Muhammad Ali's Greatest Fight, regia di Stephen Frears (2013)
- Ella & John - The Leisure Seeker (The Leisure Seeker), regia di Paolo Virzì (2017)
- Ocean's 8, regia di Gary Ross (2018)

### Televisione
- The Beachcomber (1962)
- Destini (Another World) – serie TV, 1 episodio (1981)
- Gloria Vanderbilt (Little Gloria... Happy at Last) – miniserie TV, 1 episodio (1982)
- Great Performances – serie TV, 2 episodi (1985-1990)
- American Playhouse – serie TV, 1 episodio (1986)
- Quartieri alti (Easy Street) – serie TV, 22 episodi (1986-1987)
- Detective Stryker (B.L. Stryker) – serie TV, 1 episodio (1989)
- Class of'61 – film TV, regia di Gregory Hoblit (1993)
- Homicide (Homicide: Life on the Street) – serie TV, 3 episodi (1995)
- Law & Order - I due volti della giustizia (Law & Order) – serie TV, 1 episodio (1996)
- Frasier – serie TV, 1 episodio (1997)
- Oz – serie TV, 2 episodi (2000)
- 100 Centre Street – serie TV, 1 episodio (2002)
- The Practice - Professione avvocati (The Practice) – serie TV, 1 episodio (2003)
- Sex and the City – serie TV, 1 episodio (2004)
- Detective Monk (Monk) – serie TV, episodio 4x01 (2005)
- The Return of Jezebel James – serie TV, 2 episodi (2008)
- Ugly Betty – serie TV, 1 episodio (2010)
- Boardwalk Empire - L'impero del crimine (Boardwalk Empire) – serie TV, 4 episodi (2010)
- The Big C – serie TV, 1 episodio (2013)
- Odd Mom Out – serie TV, 1 episodio (2015)
- Madam Secretary – serie TV, 1 episodio (2017)

## Teatro (parziale)
- Oliver!, libretto e colonna sonora di Lionel Bart. Atlanta Civic Center Theatre di Atlanta (1970)
- Romeo e Giulietta di William Shakespeare. College of the Sequoias Theatre di Visalia (1979)
- La bisbetica domata di William Shakespeare. College of the Sequoias Theatre di Visalia (1979)
- Macbeth di William Shakespeare. Vivian Beaumont Theatre di Broadway (1981)
- Il divo Garry di Noël Coward. Circle in the Square Theatre di Broadway (1983)
- Sunday in the Park with George, libretto di James Lapine, colonna sonora di Stephen Sondheim. Booth Theatre di Broadway (1984)
- Le nozze di Figaro di Pierre-Augustin Caron de Beaumarchais. Circle in the Square Theatre di Broadway (1985)
- A spasso con Daisy di Alfred Uhry. John Houseman Theatre dell'Off-Broadway (1987)
- Lettere d'amore di A. G. Gunery. Promenade Theatre dell'Off-Broadway (1989)
- Amleto di William Shakespeare. Public Theater dell'Off-Broadway (1990)
- La signora amava le rose di Frank D. Gilroy. Christian C. Yegen Theatre dell'Off-Broadway (1991)
- It's Only a Play di Terrence McNally. Mark Taper Forum di Los Angeles (1992)
- The Last Night of Ballyhoo di Alfred Uhry. Helen Hayes Theater di Broadway (1997)
- Lo zoo di vetro di Tennessee Williams. Williamston Theatre Festival di Williamstown (1998)
- I rivali di Richard Brinsley Sheridan. Williamston Theatre Festival di Williamstown (1998)
- Il Tartuffo di Molière. Delacorte Theater dell'Off-Broadway (1999)
- Il maggiore Barbara di George Bernard Shaw. American Airlines Theatre di Broadway (2001)
- Spirito allegro di Noël Coward. Bay Street Theatre di Sag Harbor (2002)
- Enrico IV di William Shakespeare. Vivian Beaumont Theatre di Broadway (2004)
- La gatta sul tetto che scotta di Tennessee Williams. Kennedy Center di Washington (2004)
- I rivali di Richard Brinsley Sheridan. Vivian Beaumont Theatre di Broadway (2004)
- La professione della signora Warren di George Bernard Shaw. Irish Repertory Theatre dell'Off-Broadway (2005)
- Giorni felici di Samuel Beckett. Westport Country Playhouse di Westport (2010)
- L'importanza di chiamarsi Ernesto di Oscar Wilde. American Airlines Theatre di Broadway (2011)
- A Little Night Music, libretto di Hugh Wheeler, colonna sonora di Stephen Sondheim. American Conservatory Theatre di San Francisco (2015)
- La scuola della maldicenza di Richard Brinsley Sheridan. Lucille Lortel Theatre dell'Off-Broadway (2016)

## Riconoscimenti
- Tony Award
  - 1984 – Candidatura alla miglior attrice non protagonista in un'opera teatrale per Heartbreak House
  - 1984 – Candidatura alla miglior attrice non protagonista in un musical per Sunday in the Park with George
  - 1997 – Candidatura alla miglior attrice non protagonista in un'opera teatrale per The Last Night of Ballyhoo
  - 2005 – Candidatura alla miglior attrice non protagonista in un'opera teatrale per I rivali
  - 2007 – Candidatura alla miglior attrice non protagonista in un'opera teatrale per Butley

## Doppiatrici italiane
Nelle versioni in italiano delle opere in cui ha recitato, Dana Ivey è stata doppiata da:
- Graziella Polesinanti in  Una bionda in carriera, Two Weeks Notice - Due settimane per innamorarsi, Sex and the City
- Aurora Cancian in La famiglia Addams, La famiglia Addams 2
- Manuela Andrei in Explorers
- Daniela Nobili in Il colore viola
- Miranda Bonansea in Due figli di...
- Serena Michelotti in Orange County
- Lorenza Biella in Detective Monk
- Alina Moradei in Rush Hour 3 - Missione a Parigi
- Paola Mannoni in Ella & John - The Leisure Seeker